# 7455 Podosek
A 7455 Podosek (ideiglenes jelöléssel 1981 EQ26) a Naprendszer kisbolygóövében található aszteroida. Schelte J. Bus fedezte fel 1981. március 2-án.